# 赛涅 (洛特省)
赛涅（法語：Saignes，法語發音：[sɛɲ]）是法国洛特省的一个市镇，属于菲雅克区。

## 地理
赛涅（44°47'16"N, 1°48'59"E）面积3.55 平方千米，位于法国奧克西塔尼大區洛特省，该省份为法国西南部内陆省份，北起顺时针与科雷兹省、康塔爾省、阿韦龙省、塔恩-加龙省、洛特-加龍省和多尔多涅省接壤。
与赛涅接壤的市镇（或旧市镇、城区）包括：阿尔比亚克、艾纳克、比奥、迈里纳克朗图。

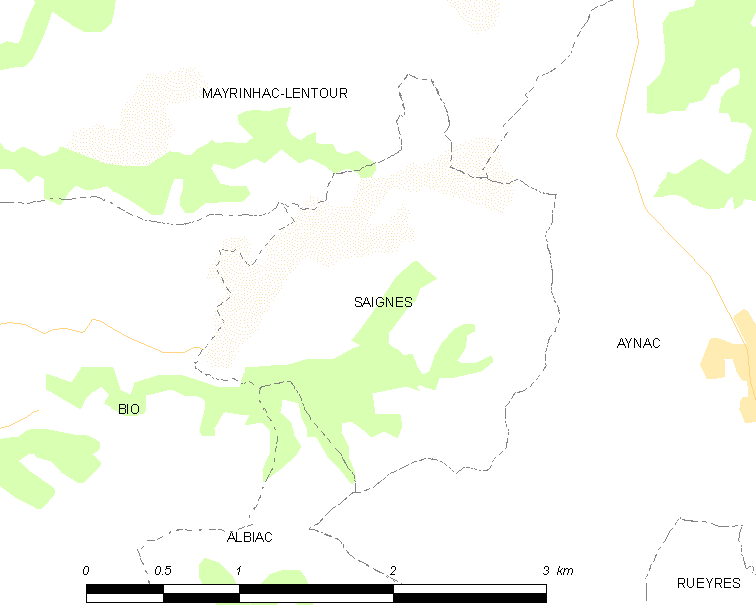
的OSM定位图

赛涅的时区为UTC+01:00、UTC+02:00（夏令时）。

## 行政
赛涅的邮政编码为46500，INSEE市镇编码为46246。

## 政治
赛涅所属的省级选区为圣塞雷县。

## 人口

1962-2008年间人口变化图示

赛涅于2022年1月1日时的人口数量为74人。